# National Board of Review Awards 2005
77th NBR Awards

10 de janeiro de 2006
Melhor Filme: 

 Good Night, and Good Luck. 
O 77º Prêmio National Board of Review, que homenageia os melhores filmes de 2005, foi entregue em 10 de janeiro de 2006.

## Top 10: Melhores Filmes do Ano
1. Good Night, and Good Luck
2. Brokeback Mountain
3. Capote
4. Crash
5. A History of Violence
6. Match Point
7. Memoirs of a Geisha
8. Munich
9. Syriana
10. Walk the Line

## Melhores Filmes Estrangeiros do Ano
1. Paradise Now
2. 2046
3. Balzac and the Little Chinese Seamstress
4. Downfall (Der Untergang)
5. Walk on Water

## Melhores Documentários do Ano
1. March of the Penguins
2. Ballet Russes
3. Grizzly Man
4. Mad Hot Ballroom
5. Murderball

## Vencedores
- Melhor Filme: 
  - Good Night, and Good Luck.
- Melhor Filme Estrangeiro: 
  - Paradise Now
- Melhor Ator: 
  - Philip Seymour Hoffman - Capote
- Melhor Atriz: 
  - Felicity Huffman - Transamérica
- Melhor Ator Coadjuvante: 
  - Jake Gyllenhaal - Brokeback Mountain
- Melhor Atriz Coadjuvante: 
  - Gong Li - Memoirs of a Geisha
- Melhor Elenco: 
  - Mrs. Henderson Presents
- Melhor Revelação Masculina:
  - Terrence Howard - Crash, Get Rich or Die Tryin' e Hustle & Flow
- Melhor Revelação Feminina:
  - Q'Orianka Kilcher, The New World
- Melhor Diretor: 
  - Ang Lee - Brokeback Mountain
- Melhor Diretor Estreante:
  - Julian Fellowes, Separate Lies
- Melhor Documentário: 
  - March of the Penguins
- Melhor Filme de Animação: 
  - Corpse Bride
- Melhor Roteiro Adaptado: 
  - Syriana - Stephen Gaghan
- Melhor Roteiro Original: 
  - The Squid and the Whale - Noah Baumbach
- Melhor Minissérie ou Filme de Televisão:
  - Lackawanna Blues
- Prêmio Conquista Especial em Cinema:
  - Jane Fonda
- Prêmio Billy Wilder Award por Excelência em Direção:
  - David Cronenberg
- Prêmio Conquista Especial - Composição Musical:
  - Howard Shore
- Prêmio Conquista Especial - Efeitos Especiais: 
  - King Kong
- Prêmio William K. Everson de História do Cinema:
  - George Feltenstein
- Prêmio Carreira para Cinematografia:
  - Saul Zaentz
- Reconhecimento especial de filmes que refletem liberdade de expressão:
  - Innocent Voices
  - The Untold Story of Emmett Louis Till
- Reconhecimento especial pela excelência na produção de filmes:
  - Breakfast on Pluto
  - Cape of Good Hope
  - The Dying Gaul
  - Everything Is Illuminated
  - Hustle & Flow
  - Junebug
  - Layer Cake
  - Lord of War
  - Nine Lives
  - The Thing About My Folks
  - The Upside of Anger